# Formacja Jebel Qatrani

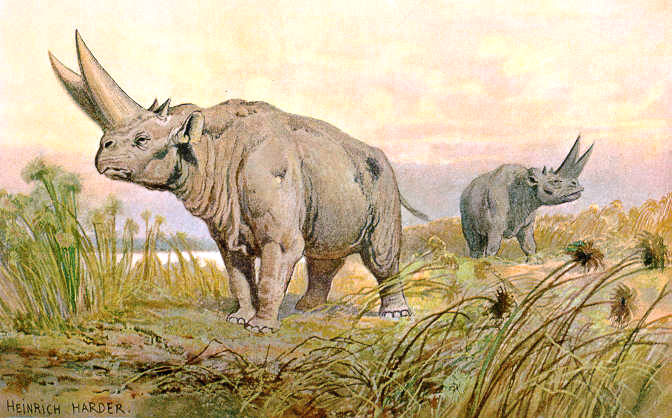
Próba rekonstrukcji Arsinoitherium zitteli na oligoceńskiej sawannie Jebel Qatrani

Formacja Jebel Qatrani – formacja geologiczna występująca w Egipcie, na północ od jeziora Karun w pobliżu Fajum. Formacja była w przeszłości datowana na oligocen, jednak później określono jej wiek na późny eocen - wczesny oligocen.

## Położenie
Skały formacji Jebel Qatrani występują w Egipcie, na północ od jeziora Karun, w pobliżu Fajum.

## Skały i ekosystem
Formacja Jebel Qatrani składa się głównie z piaskowców, będących osadami meandrujących rzek oraz jezior okresowych. 
W niższej – eoceńskiej części – utwory te reprezentują ekosystem leśny, po którym pozostały skamieniałe fragmenty drzew. Warstwy wyższe – oligoceńskie – reprezentują utwory powstałe w bardziej suchych i zimniejszych warunkach, odpowiadające sawannie, która zastąpiła lasy. Po kilkunastu milionach lat klimat znów zmienił się na cieplejszy i bardziej wilgotny i lasy ponownie wróciły. Zmiany fauny, zachowanej w formie skamieniałości, odpowiadają zmianom klimatu i warunków środowiskowych.

## Skamieniałości
Skały formacji są bogate w skamieniałości, głównie naczelnych, gryzoni i kreodontów, ponadto owadożernych i nietoperzy. Jednym z głównych eksploratorów zajmujących się tą formacją był Albert Elmer Wood.
Skamieniałości odkryte na terenie formacji, opisane przez Wooda w 1968 roku i przez późniejszych autorów:
ssaki niższe (Metatheria)
rodzina Herpetotheriidae
Peratherium africanum Simons i Bown, 1984
rząd owadożerne (Insectivora) 
podrząd ryjkonosy (Macroscelidea)
rodzina Macroscelididae
Metoldobotes stromeri Schlosser 1910
Herodotius pattersoni Simons, Holroyd i Bown, 1991
rząd nietoperze (Chiroptera)
podrząd Microchiroptera
rodzina liścionosowate (Phyllostomatidae) 
Vampyravus orientalis Schlosser 1910
rodzina ssawkonogie (Myzopodidae) 
Phasmatonycteris phiomensis Gunnell, Simmons i Seiffert, 2014
ssaki incertae sedis
rząd Ptolemaiida
Qarunavus meyeri Simons i Gingerich, 1974
rodzina Ptolemaiidae
Ptolemaia lyonsi Osborn 1908, A
Ptolemaia grangeri Bown i Simons, 1987
Cleopatrodon ayeshae Bown i Simons, 1987
Cleopatrodon robusta Bown i Simons, 1987
rząd naczelne (Primates)
infrarząd i rodzina niepewne
Afrotarsius chatrathi Simons i Bown, 1985
Strepsirrhini
Adapiformes
rodzina Adapidae
Aframonius dieides Simons, Rasmussen i Gingerich 1995
nienazwany infrarząd (obejmujący taksony spokrewnione z lemurokształtnymi)
rodzina Djebelemuridae
Anchomomys milleri Simons, 1997
lemurokształtne (Lemuriformes)
rodzina Plesiopithecidae
Plesiopithecus teras Simons, 1992
rodzina galagowate (Galagidae)
Wadilemur elegans Simons, 1997
Haplorrhini
antropoidy (Anthropoidea)
rodzina Proteopithecidae
Proteopithecus sylviae Simons, 1989
Serapia eocaena Simons, 1992
Parapithecoidea
Arsinoea kallimos Simons, 1992
rodzina Parapithecidae
Abuqatrania basiodontos Simons et al., 2001
Qatrania fleaglei Simons i Kay, 1988
Qatrania wingi Simons i Kay, 1983
Apidium bowni Simons 1995
Apidium moustafai Simons 1962
Apidium phiomense Osborn 1908
Parapithecus fraasi Schlosser 1910
Parapithecus grangeri Simons, 1974
małpy wąskonose (Catarrhini)
rodzina Oligopithecidae
Oligopithecus savagei Simons 1962
Catopithecus browni Simons, 1989
rodzina Propliopithecidae
Propliopithecus haeckeli Schlosser 1910
Propliopithecus chirobates] Simons, 1965
Propliopithecus ankeli Simons et al., 1987
Moeripithecus markgrafi Schlosser, 1910
Aegyptopithecus zeuxis Simons 1965
rząd gryzonie (Rodentia)
Phiomorpha
Monamys simonsi (Wood 1968)
rodzina Phiomyidae
Phiomys andrewsi Osborn 1908
Metaphiomys beadnelli Osborn 1908
Phiomys paraphiomyoides Wood 1968
Phiomys lavocati Wood 1968
Metaphiomys schaubi Wood 1968
Gaudeamus aegyptius Wood 1968
Phiocricetomys minutus Wood 1968
rząd kreodonty (Creodonta)
rodzina hienodonty (Hyaenodontidae)
Metasinopa ethiopica (Andrews) 1906 – późny eocen
Metasinopa fraasi Osborn 1909 – wczesny oligocen
Apterodon altidens Schlosser 1910  – późny eocen i wczesny oligocen
Apterodon macrognathus (Andrews) 1904 – późny eocen
Quasiapterodon minutus (Schlosser, 1910) – wczesny oligocen
Akhnatenavus leptognathus (Osborn, 1909) – późny eocen
Masrasector aegypticum Simons i Gingerich, 1974 – wczesny oligocen
Masrasector ligabuei Crochet et al., 1990 – późny eocen
Metapterodon brachycephalus (Osborn, 1909) – wczesny oligocen
Metapterodon schlosseri Holroyd, 1999 – późny eocen i wczesny oligocen
Metapterodon markgrafi Holroyd, 1999 – datowanie niepewne
"Pterodon" africanus Andrews, 1906 – późny eocen
Pterodon phiomensis Osborn, 1909 – późny eocen
Pterodon syrtos Holroyd, 1999 – wczesny oligocen
Cetartiodactyla
rodzina Anthracotheriidae
Bothriogenys andrewsi Schmidt, 1913
Bothriogenys fraasi Schmidt, 1913
Bothriogenys gorringei (Andrews i Beadnell, 1902)
Bothriogenys rugulosus Schmidt, 1913
Qatraniodon parvus (Andrews, 1906)
rząd góralki (Hyracoidea)
rodzina Geniohyidae
Geniohyus mirus Andrews, 1904
Geniohyus diphycus Matsumoto, 1926
Geniohyus magnus (Andrews, 1904)
Bunohyrax fajumensis (Andrews, 1904)
Bunohyrax major (Andrews, 1904)
Pachyhyrax crassidentatus (Andrews, 1904)
rodzina Saghatheriidae
Saghatherium antiquum Andrews i Beadnell, 1902
Saghatherium bowni Rasmussen i Simons, 1991
Saghatherium humarum Rasmussen i Simons, 1988
Selenohyrax chatrathi Rasmussen i Simons, 1988
Thyrohyrax domorictus Meyer, 1973
Thyrohyrax litholagus Rasmussen i Simons, 1991
Thyrohyrax meyeri Rasmussen i Simons, 1991
Thyrohyrax pygmaeus (Matsumoto, 1922)
Megalohyrax eocaenus Andrews, 1903
rodzina Titanohyracidae
Titanohyrax andrewsi Matsumoto, 1922
Titanohyrax angustidens Rasmussen i Simons, 1988
Titanohyrax ultimus Matsumoto, 1922
Antilohyrax pectidens Rasmussen i Simons, 2000
rząd trąbowce (Proboscidea)
rodzina Moeritheriidae
Moeritherium trigodon Andrews, 1904
rodzina Palaeomastodontidae
Palaeomastodon beadnelli Andrews, 1901
Phiomia serridens Andrews i Beadnell, 1902
rząd brzegowce (Sirenia)
rodzina diugoniowate (Dugongidae)
Eosiren imenti Domning, Gingerich, Simons i Ankel-Simons, 1994
rząd embritopody (Embrithopoda)
rodzina Arsinoitheriidae
Arsinoitherium zitteli Beadnell, 1902